# LP 40-365
LP 40-365是在小熊座的一顆低質量白矮星。它具有非常不尋常的元素組成，缺乏氫、氦或碳，並正以高速穿過銀河。它可能是在一顆未能完全摧毀其宿主恆星的次發光的Iax型超新星中產生的。「LP」這個名字來源於20世紀60年代出現的Luyten-Palomar自行目錄。這顆恆星在另一個目錄的名稱是「GD 492」。這顆恆星被歸類為吉克拉斯天體，亨利·李·吉克拉斯在1970年將其命名為「GD 492」。

## 外部連結
- ESO Online Digitized Sky Survey （页面存档备份，存于）